# Erik Santos
Rhoderick Ramos Santos (nascido em 10 de outubro de 1982), mais conhecido artisticamente como Erik Santos, é um cantor filipino de música pop, que surgiu de um concurso de talentos em um programa de televisão da emissora ABS-CBN, em janeiro de 2004.